# 朱森元
朱森元（1930年10月26日—2025年5月14日），中国科学院院士，中国液体火箭发动机专家，曾任中国航天科技集团有限公司科技委顾问。

## 生平
朱森元出生于江苏溧阳。1949年至1952年在国立中央大学航空系学习。1952年加入中国共产党。1960年在莫斯科鲍曼莫斯科国立技术大学获副博士学位。1961年进入国防部第五研究院火箭发动机设计部工作。1995年当选为中国科学院院士。曾任中国运载火箭技术研究院研究员、科技委顾问、中国“863”计划航天领域中的专家组组长。其工作期间，参与过多个中国重点型号用液体火箭发动机研制，主持了中国首型氢氧火箭发动机的研制工作。
2025年5月14日9时47分，朱森元在北京市因病去世，终年95岁。

## 参看
- 中国航天史